# Poecilimon concinnus
Poecilimon concinnus är en insektsart som först beskrevs av Brunner von Wattenwyl 1878.  Poecilimon concinnus ingår i släktet Poecilimon och familjen vårtbitare. Inga underarter finns listade i Catalogue of Life.